# レーヴィチェ
レーヴィチェ（伊: Levice）は、イタリア共和国ピエモンテ州クーネオ県にある、人口約200人の基礎自治体（コムーネ）。

## 地理

### 位置・広がり

#### 隣接コムーネ
隣接するコムーネは以下の通り。
- ベルゴロ
- カステッレット・ウッツォーネ
- フェイゾーリオ
- ゴルツェーニョ
- ペッツォーロ・ヴァッレ・ウッツォーネ
- プルネット
- トッレ・ボルミダ

#### 地震分類
イタリアの地震リスク階級 (it) では、4 
に分類される。